# 斯马拉诺
斯马拉诺（義大利語：Smarano），是意大利特伦托自治省的一个市镇。总面积6平方公里，人口490人，人口密度81.7人/平方公里（2009年）。ISTAT代码为022175。